# Missenträsk
Missenträsk är en by i Jörns socken, Skellefteå kommun, Västerbotten. Den ligger vid  tvärbanan mellan Jörn och Arvidsjaur cirka 3 kilometer från landskapsgränsen mellan Lappland och Västerbotten. Byn har gjort sig mest känd som författaren Sara Lidmans hemby.
Byn hade sin befolkningsmässiga höjdpunkt på 1950-talet. Då fanns här 35 små familjejordbruk som främst praktiserade myrodling. Idag finns ett enda större jordbruk här, för övrigt det enda i gamla Jörns församling. Byn består av tre geografiska delar "Sörböjn" (Södra byn) "Nola mira" (Norr om myren) samt "Holmen" (den del som ligger invid Lapplandsgränsen).
Missenträsk IF slog ihop sin verksamhet med GLIF (Glommersträsk) och bildade MG Hockey. Senare slogs MG Hockey ihop med IFK Arvidsjaurs hockeysektion, det som idag kallas MG/Arvidsjaur. När Kevin Borg uppträdde i Bingolotto och skulle välja vart han skulle skänka pengarna, valde han MG/Arvidsjaur. En i trakten känd festplats med dansloge finns Nola mira invid väg 95, polarhyddan "pigga pingviners popställe". Bara ett antal kilometer söderut från byn planeras Stoorn att byggas, en gigantisk älg i trä uppe på toppen av berget Vithatten.